# Sperrstelle Heiligenschwendi

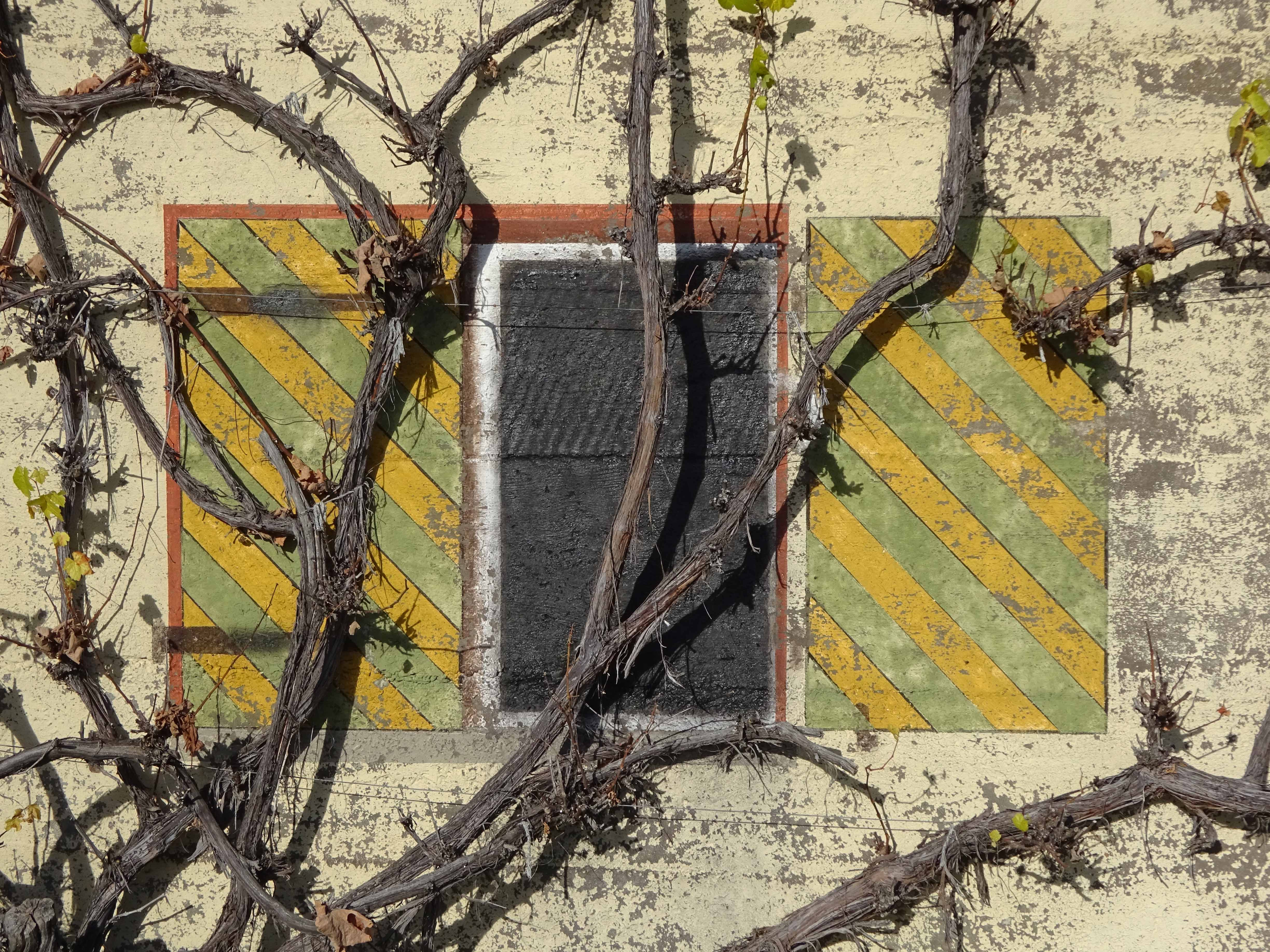
Infanteriebunker Trachtwege A 1921

Die Sperrstelle Heiligenschwendi (Armeebezeichnung Nr. 2105) war eine Grenzbefestigung der Schweizer Armee am ehemaligen Reduiteingang. Sie liegt auf dem Gemeindegebiet von Heiligenschwendi und war Teil des nördlichen Sperrriegels der Schweizer Armee im Zentralraum des Berner Oberlandes. Sie gehörte zum Einsatzraum der 3. Division und ab 1947 der Reduitbrigade 21. Die definitive Sperrstelle war im März 1942 fertiggestellt.
Die Sperrstelle wurde 1994 mit der Auflösung der Reduitbrigade 21 ausser Dienst gestellt. Sie gilt als militärhistorisches Denkmal von nationaler Bedeutung und wurde 2014 der Öffentlichkeit zugänglich gemacht.

## Geschichte
Den Anstoss zum Bau der Sperrstelle gab die von General Guisan befohlene neue Armeestellung im Reduit (Operationsbefehle Nr. 11, 12, 13). Die  3. Division (Berner Division) wurde von der Limmatstellung abgezogen und dislozierte vom Fricktal in den neuen Einsatzraum als «Gruppe Thunersee» beidseits des Thunersees.
Das Gebirgsinfanterieregiment 16 (Inf Rgt 16, «Gruppe Zulggraben») hatte mit seinen Bataillonen (Geb Füs Bat 37, 38, 39) den Raum hinter dem Zulggraben (Zentralraumfrontgrenze) zu verteidigen, der das grosse Gebiet von zehn Gemeinden umfasste.
Im März 1941 unterteilte der Kommandant der 3. Division die Gruppe Thunersee in die Gruppen Grünenberg, Sigriswilgrat, Kander, Gantrisch und Seegruppe.
Mit dem Operationsbefehl Nr. 12 wurde der nördliche Sperrriegel des Reduit bis Januar 1941 vom Zulggraben auf den Sigriswilgrat zurück verschoben und das Inf Rgt 16 in «Gruppe Sigriswilgrat» umbenannt.
Die Heiligenschwendi-Sperren wurden im August 1940 durch das Kommando der 3. Division mit dem Kommando des Gebirgsinfanterieregimentes 16 (Gruppe Zulggraben) und des Gebirgssappeurbataillons 3 rekognosziert. Die provisorischen Strassensperren und Feldstellungen wurden von den Truppen erstellt.
Im Januar 1941 wurden die Sperren definitiv festgelegt und die zehn Infanteriebunker (Feuerstände) und die Tankhindernisse durch private Baufirmen in Beton erstellt. Die fertige Sperre wurde im März 1942 der Ortswehr Heiligenschwendi übergeben.

## Sperrgruppen
Die ausgedehnte Sperrstelle Heiligenschwendi umfasst folgende Gruppen von Werken:
Aspiwald 2105, Buchholz 2105.1, Denkmalpassage 2105.2, Halten 2105.3, In der Gasse 2105.4, Kohleren 2102, Mehlbaumen 2105.5, Multenegg 2105.6, Pressern 2105.7, Stalden 2105.8, Trachtwege 2105.9. Ihre Fortsetzung bildete die Sperrstelle Eichbühl (Bootshafen Eichbühl 2103, Hünibach) unten am rechten Thunerseeufer.
Dort wo das Gelände zu wenig Hindernis bot, wurde verstärkt. Die Gruppen bestanden aus je einem Geländepanzerhindernis (GPH) mit dazugehörigen Panzerbarrikaden auf Strassen und Wegen sowie Panzerabwehrständen (Bunker) und -schildern. Während die ersten Geländepanzerhindernisse noch aus eingerammten Holzpfählen bestanden, wurde die nächste Generation (zum Beispiel Sperrstelle Einigen) vor allem aus Betonbauten erstellt.
- FK-Schild Buchholz A 1900: 7,5 cm Kan 03/22 ⊙
- Feldkanonenschild Pressern A 1902: 7,5 cm Kan 03/22 ⊙
- Feldkanonenschild Stalden II A 1903 ⊙
- Feldkanonenschild Stalden I A 1904 ⊙

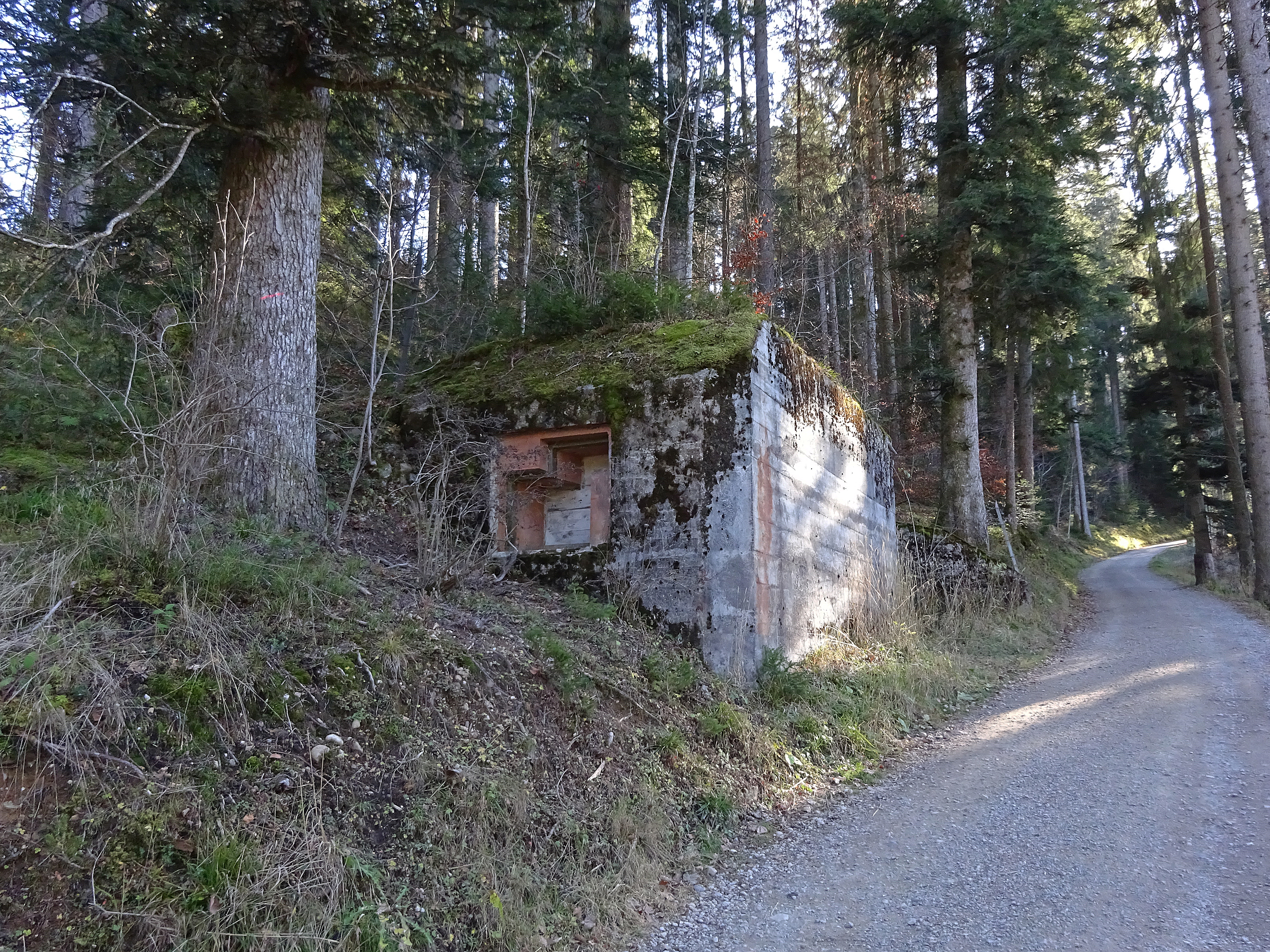
Feldkanonenschild Mehlbaumen II A 1907

- Feldkanonenschild Mehlbaumen I A 1906	⊙
- Feldkanonenschild Mehlbaumen II A 1907 ⊙
- Feldkanonenschild Denkmalpassage III A 1908 ⊙
- Feldkanonenschild Denkmalpassage II A 1909 ⊙
- Feldkanonenschild Denkmalpassage I A 1910 ⊙
- Infanteriebunker Halten F13 A 1920 ⊙
- Infanteriebunker Trachtwege E F14 A 1921 ⊙
- Infanteriebunker Trachtwege W F15 A 1922 ⊙
- Infanteriebunker Aspiwald F16 A 1923 ⊙
- Infanteriebunker Kohleren F6 A 1924 ⊙
- Geländepanzerhindernis Denkmalpassage T 1150 ⊙
- Tankmauer Halten T 1154 ⊙
- Tankmauer, Höcker Trachtwege T 1155 ⊙
- Tankmauer Aspiwald T 1156 ⊙

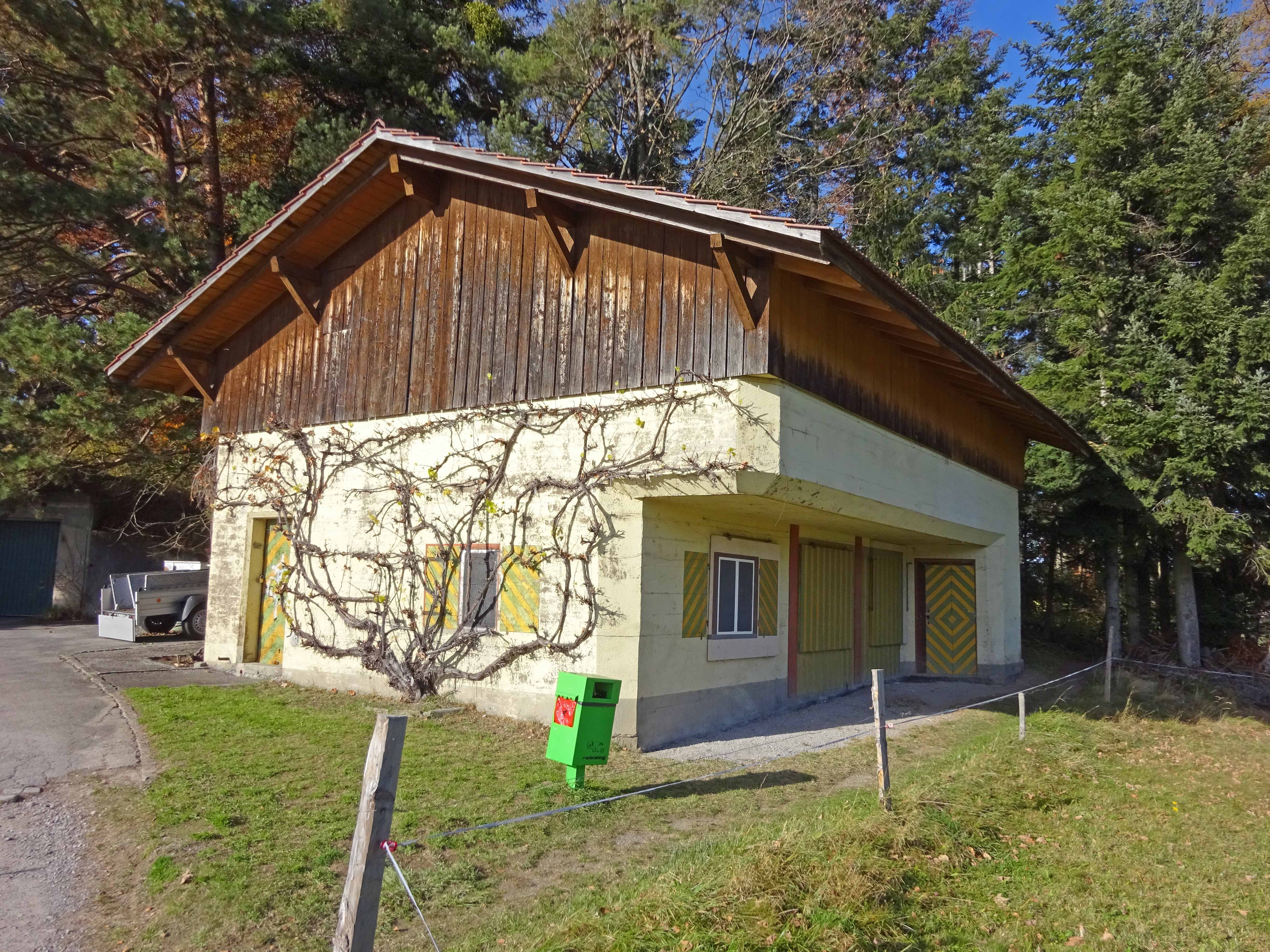
Infanteriebunker Trachtwege A 1921
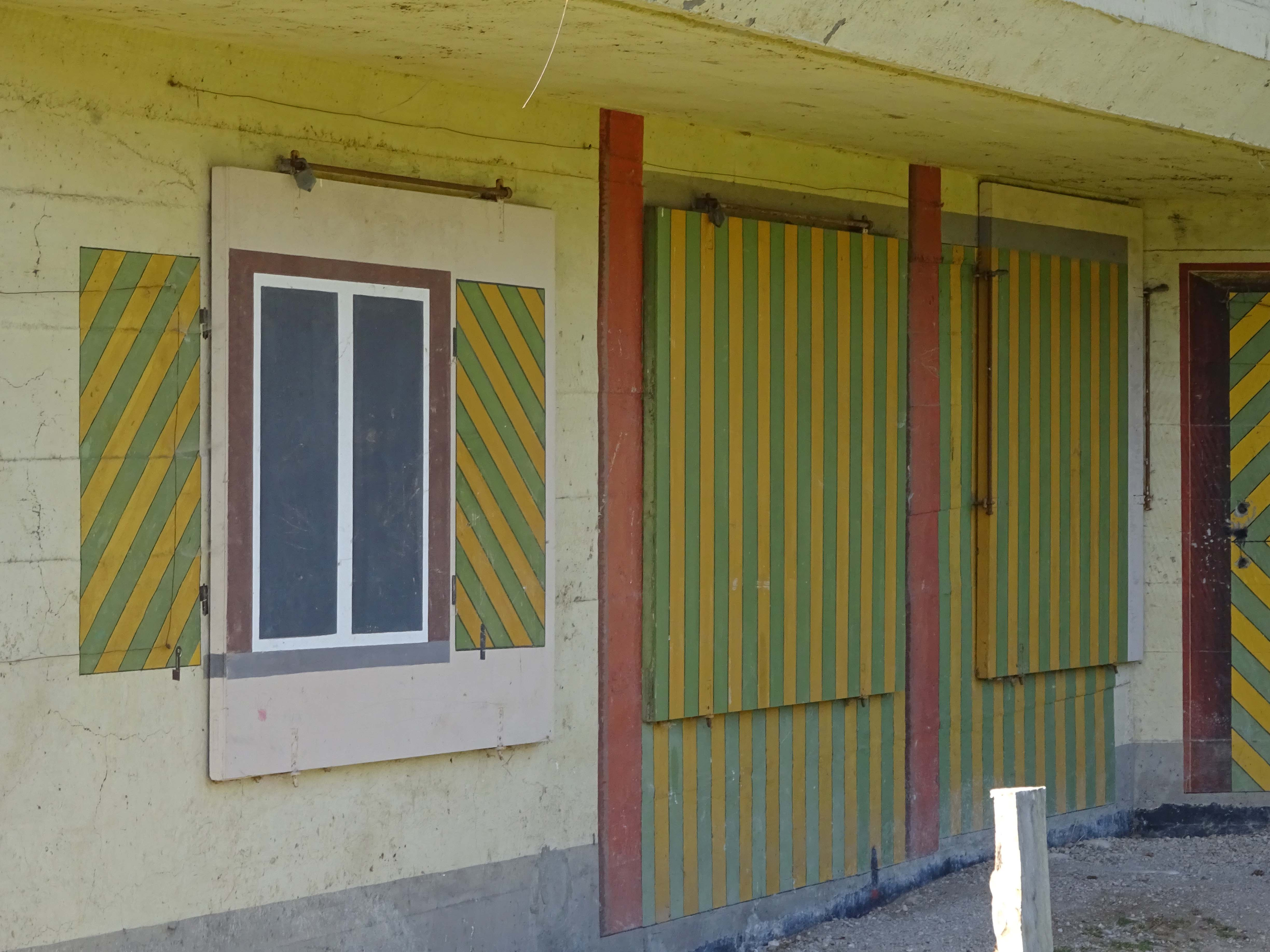
Infanteriebunker Trachtwege A 1921
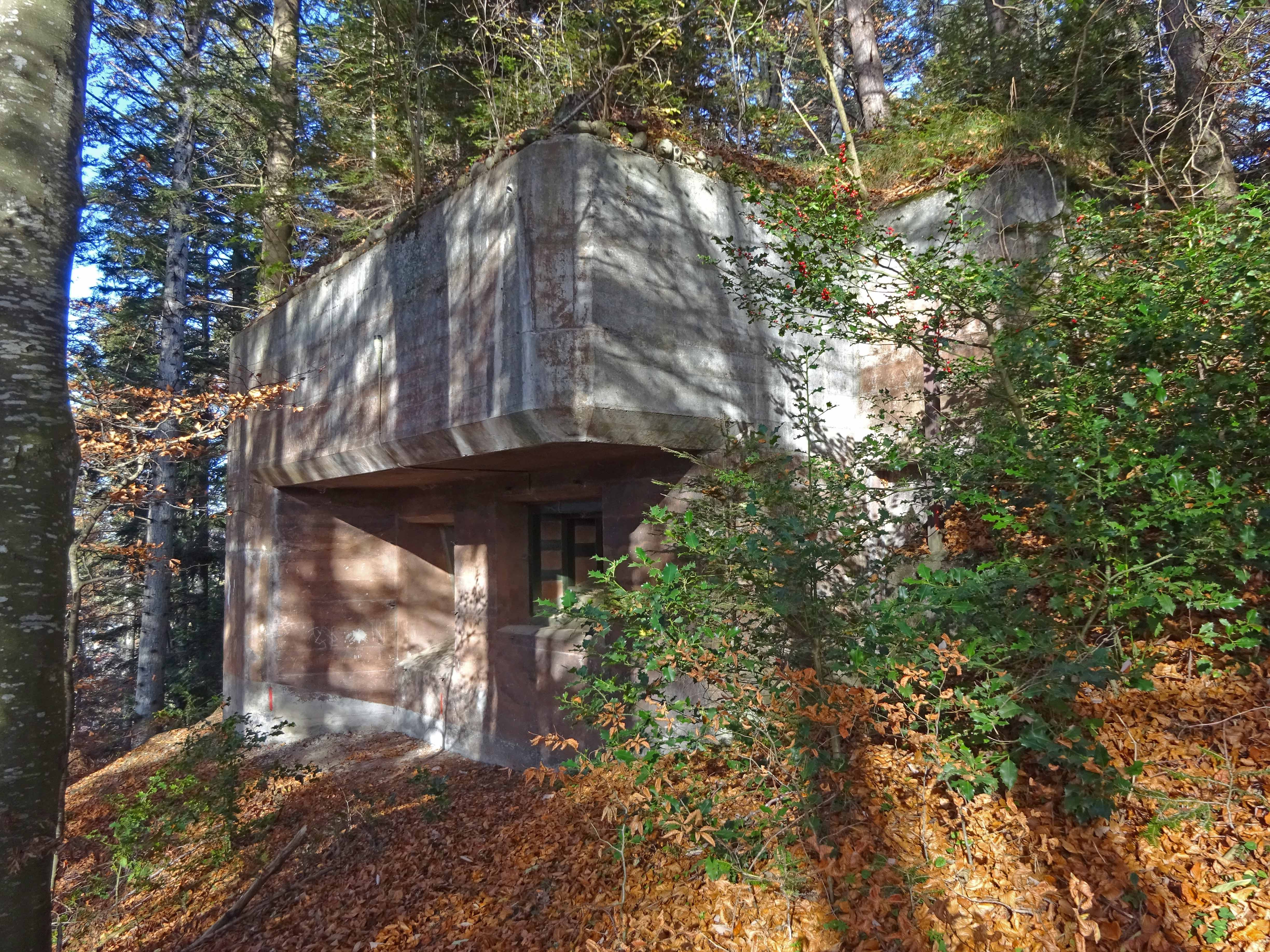
Infanteriebunker Trachtwege A 1922
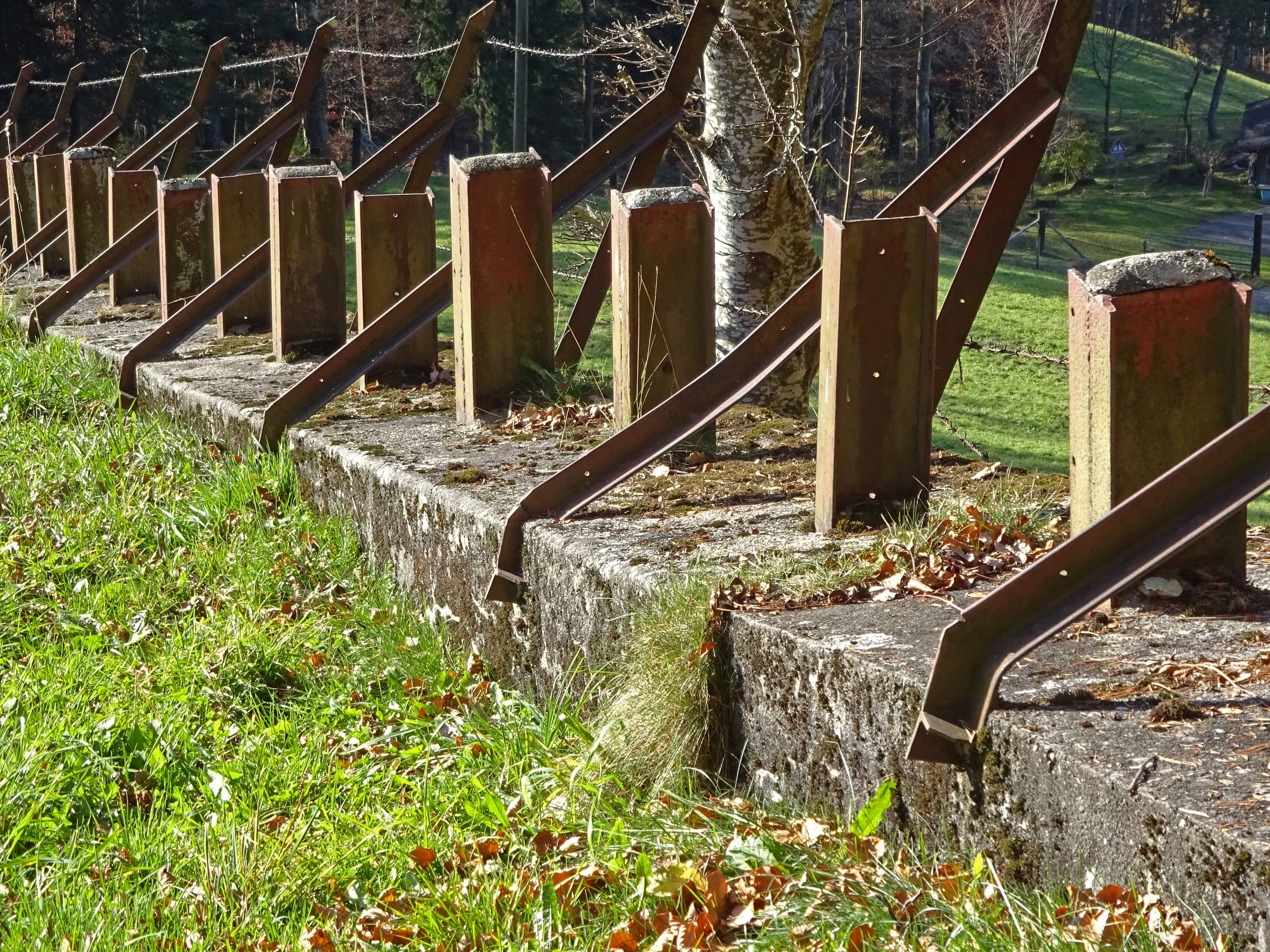
Tankmauer Trachtwege T 1155
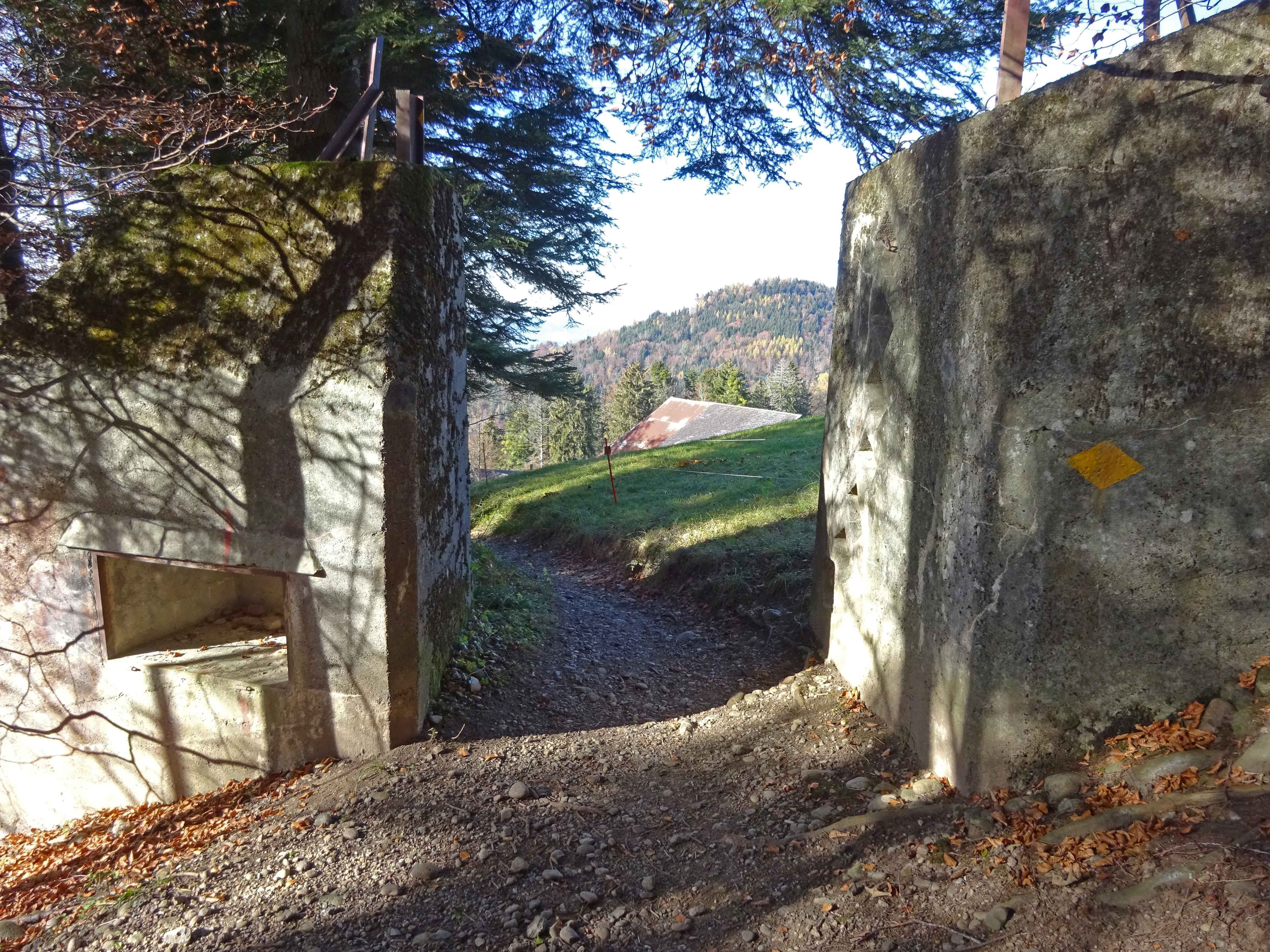
Tankmauer Aspiwald T 1156

### Sperrgruppe Multenegg

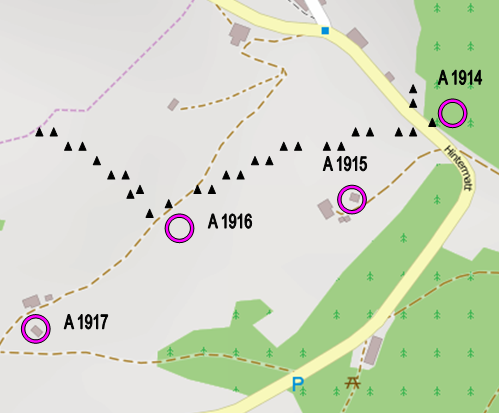
Sperrstelle Heiligenschwendi: Sperrgruppe Multenegg

- Infanteriebunker A 1914 Multenegg II ⊙
- Infanteriebunker A 1915 Multenegg III ⊙
- Infanteriebunker A 1916 Multenegg IV	⊙
- Infanteriebunker A 1917 Multenegg V ⊙

### Sperrgruppe «In der Gasse»

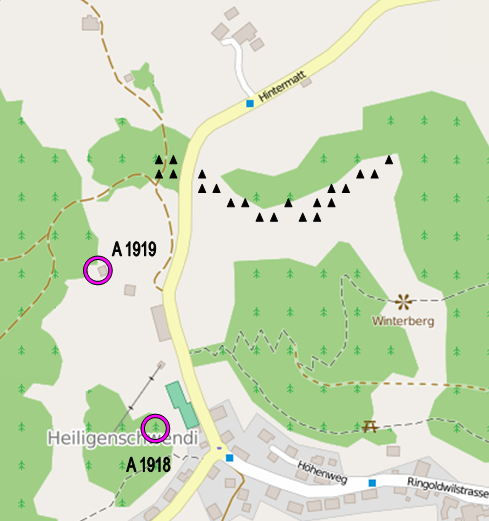
Sperrgruppe In der Gasse

Diese Sperrgruppe bestand aus dem Höckerhindernis (GPH T 1151), einer Tankmauer und den beiden Infanteriebunkern (Armeebezeichnung A 1918, A 1919) sowie drei kleinen Infanteriekanonen (Ik)-Schildern (A 1911–13) für mobile Waffen. Im Dezember 1941 war der Bau beendet. Im März 1942 wurde die Sperre der Ortswehr Heiligenschwendi übergeben. Zu ihren Aufgaben gehörten Bedienung und Unterhalt der Tanksperren, damit die Steckbarrikadenständer jederzeit und sofort in die vorbereiteten Schächte der Strassensperren eingesetzt werden konnten.
Der Infanteriebunker A 1919, als kleiner Stall getarnt, war ein Schwerstand mit Mauerdicken von rund zwei Metern. Der Kampfraum hatte drei Scharten für Maschinengewehr, Beobachter und Panzerkanone (Pak). Die Bewaffnung im Kalten Krieg bestand aus einem Festungsmaschinengewehr (Mg 51/80) mit Schartenlafette und einer 9 cm Panzerabwehrkanone (Pak 50) mit Pivotlafette.
Die Schartendeckel wurden als Stallfenster getarnt. Die Werksverteidigung bestand aus der Scharte der Eingangsverteidigung und einem Handgranatenauswurf zur Nahverteidigung. Die Mannschaftsunterkunft befand sich im Untergeschoss und war durch das Steigloch mit einer Eisenleiter erreichbar. Für die Besatzung von zwölf Mann waren acht Pritschen vorhanden. Für die Übermittlung waren Telefonverbindungen und im Kalten Krieg eine Funkverbindung eingerichtet. Im Bunker A 1919 war das Telefonverbindungszentrum (Pionierzentrale, Armeetelefon, Leitungsbauausrüstung) für die Sperrstelle Heiligenschwendi. Es stand ein 100-Liter-Wassertank, jedoch keine Toilette zur Verfügung. Im Unterkunftsraum gab es einen Kollektivraumschutz (KRS), der mit einem Ventilator von Hand betrieben werden konnte. Der Kampfstand war mit Anschlussstellen für den Kollektivmaskenschutz (MKS) ausgerüstet.
In der Armee 61 waren verschiedene Truppen im Raum der Sperrgruppe «In der Gassen» eingesetzt: In den 1950er Jahren das Füsilierbataillon 137, in den 1960ern das Bataillon 151. Ab 1951 stellte die Werkkompanie 9 (Wk Kp 9, bis 250 Mann) die Besatzungen der Infanteriebunker und -kavernen am rechten Ufer des Thunersees und wurden dabei dem Kommando der entsprechenden Abschnittstruppen unterstellt.
- Infanteriekanonen-Schild In der Gasse III A 1911 ⊙
- Infanteriekanonen-Schild In der Gasse IIa A 1912 ⊙
- Infanteriekanonen-Schild In der Gasse Ia A 1913 ⊙
- Infanteriebunker In der Gasse I F12  A 1918 ⊙
- Infanteriebunker In der Gasse II F11 A 1919 ⊙
- Beton-Höcker T 1151 In der Gasse ⊙

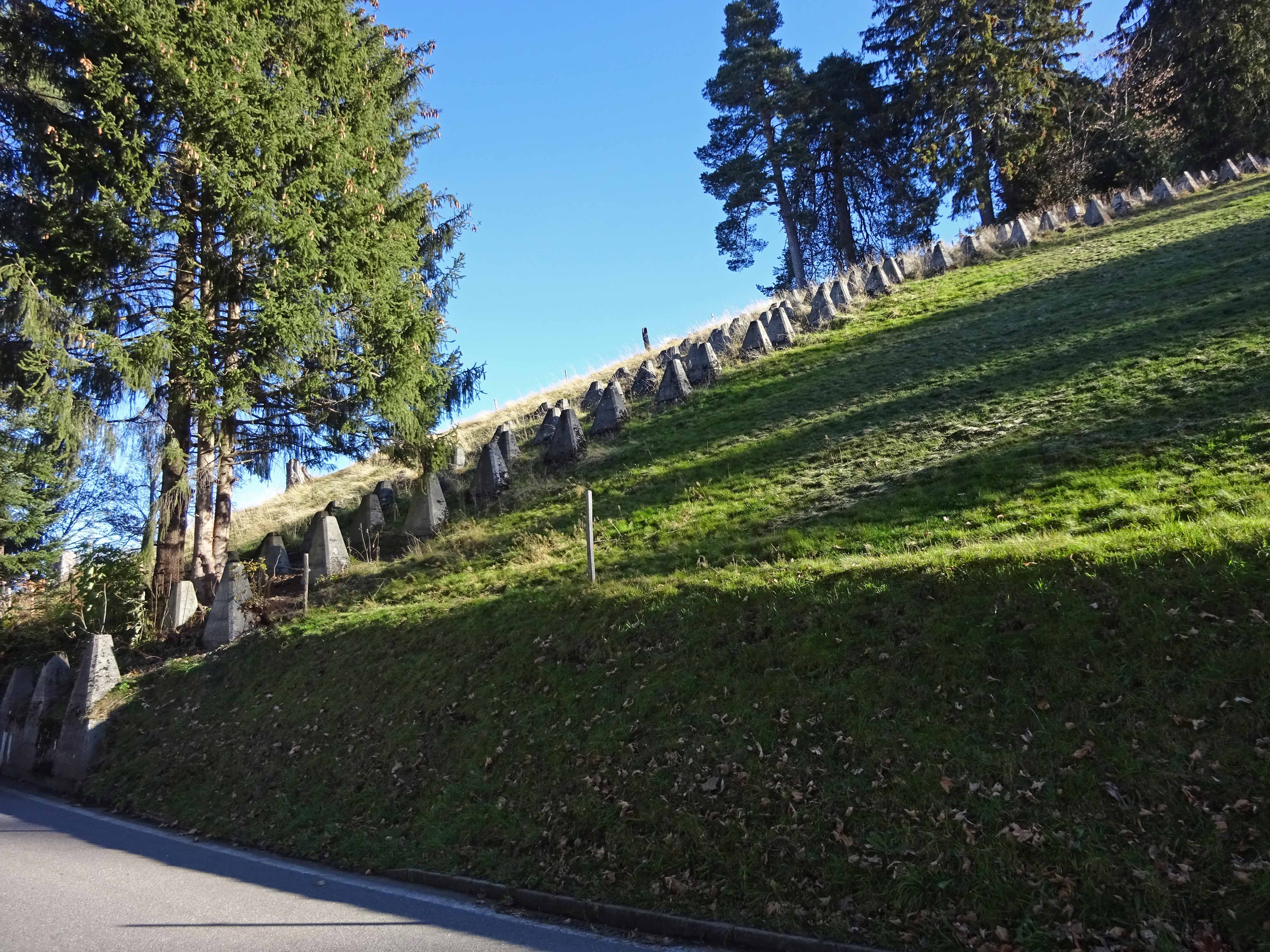
Betonhöcker In der Gasse T 1151
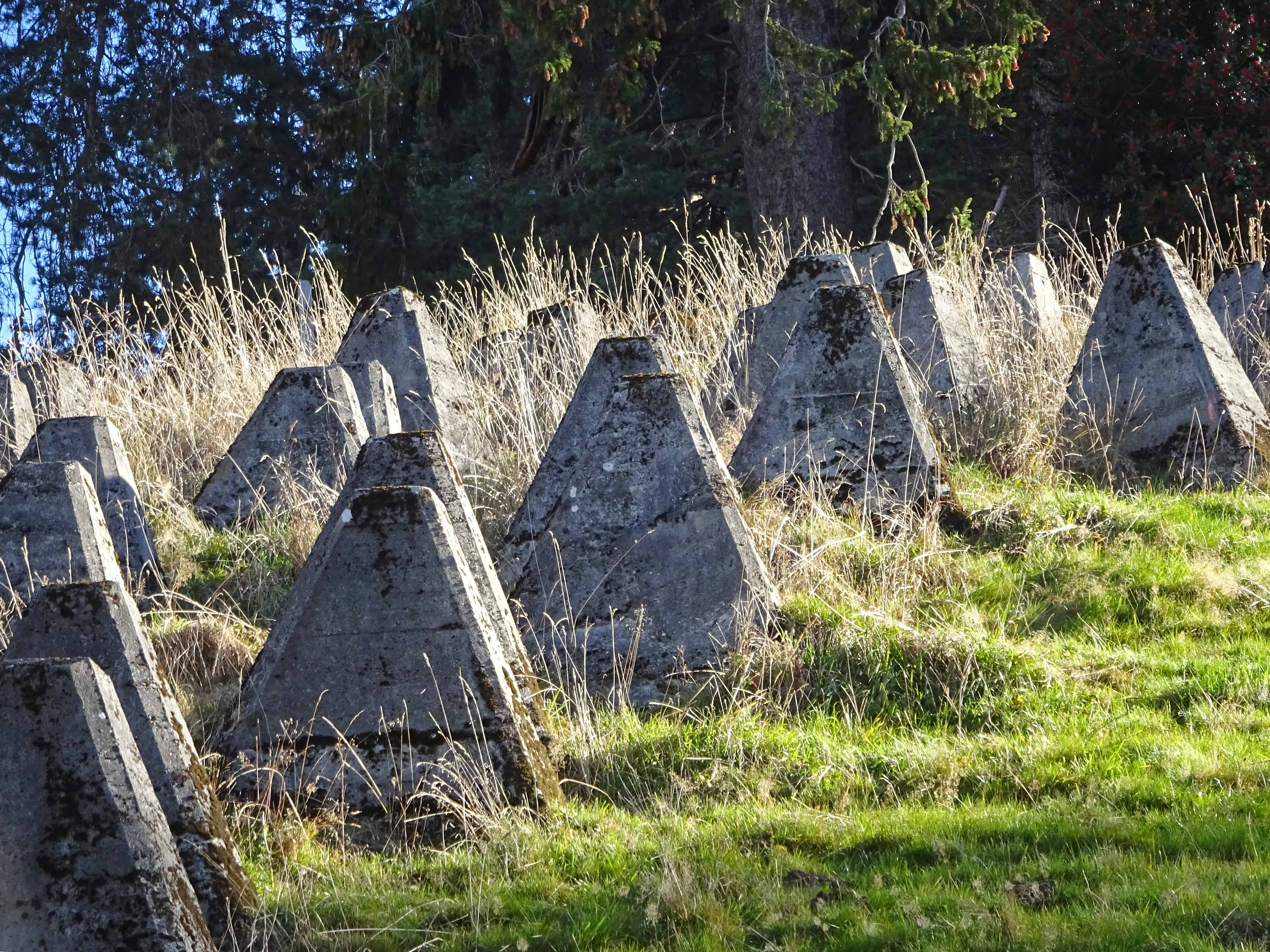
Betonhöcker In der Gasse T 1151
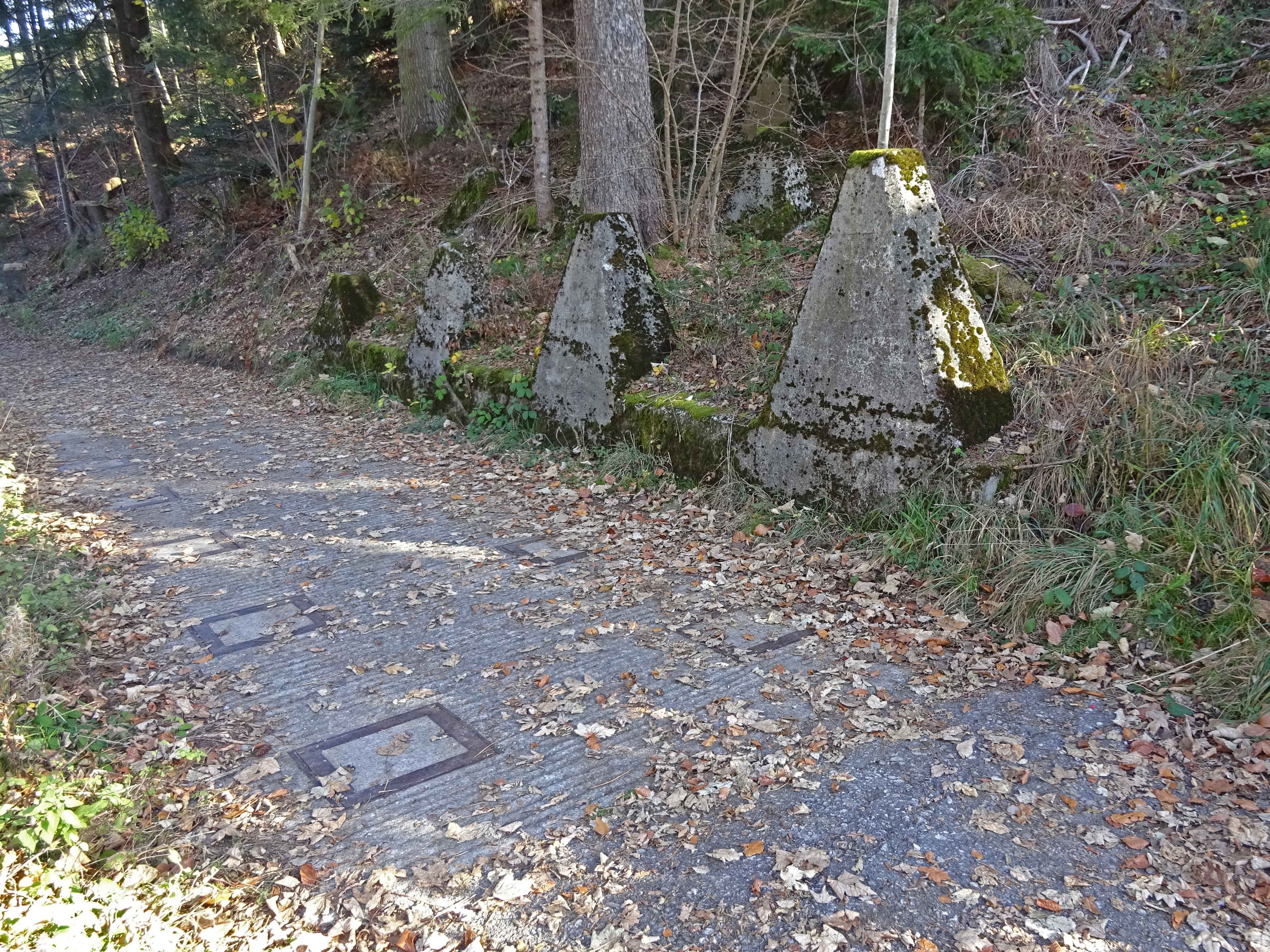
Strassensperre Wald In der Gasse T 1151b
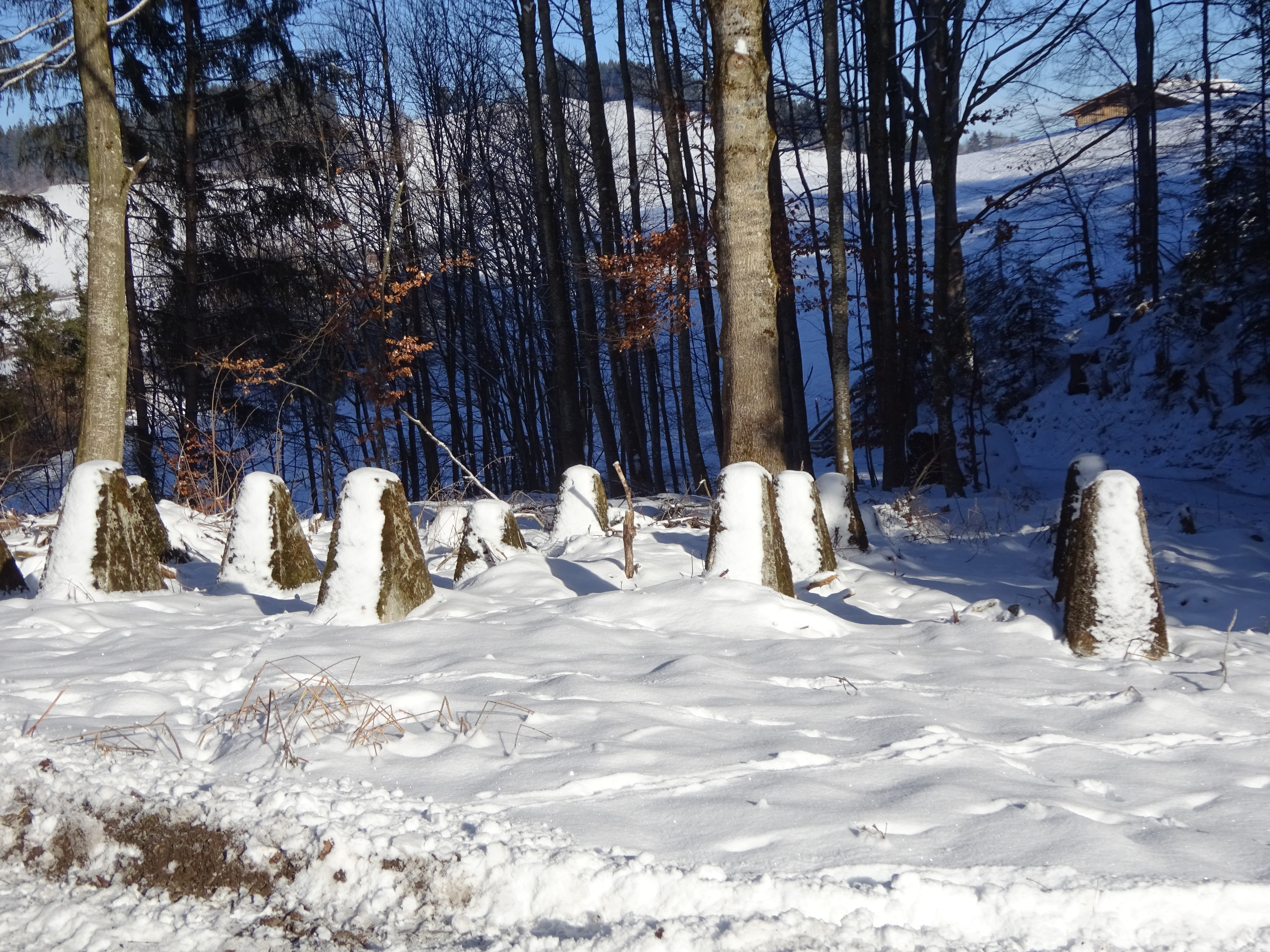
Betonhöcker In der Gasse T 1151

## Heute
Die Gemeinde Heiligenschwendi gehört zu den ersten Gemeinden der Schweiz, welche die historischen Bauten aus dem Zweiten Weltkrieg unter Schutz stellten und damit vor dem Abbruch retteten. Der 2009 gegründete Verein Infanterie Festung Berner Oberland will möglichst viele Sperrstellen als historisches Kulturgut für die Nachwelt erhalten und für Führungen öffnen. Die Bunker sind weitgehend im Originalzustand, wie sie am Ende des Kalten Krieges ausgerüstet waren.

## Sperrstelle Eichbühl Hünibach
Die Sperrstelle Eichbühl Hünibach (Armeebezeichnung 2103) bildete eine der sieben Sperrstellen auf der rechten Thunerseeachse bis Interlaken. Sie war die Verlängerung der Sperre Heiligenschwendi an das Seeufer hinunter. Der kleine Hafen war mit der Hafenmauer in die Sperre integriert, flankiert der Mg-Kaverne A 1929 auf der gegenüberliegenden Strassenseite.
- Infanteriebunker Eichbühl V A 1925 ⊙
- Feldkanonen-Schild Eichbühl VI A 1926, abgebaut ⊙
- Infanteriebunker Eichbühl IV A 1927 ⊙
- Infanteriebunker Eichbühl III A 1928 ⊙
- Mg-Kaverne Eichbühl I A 1929, zugemauert ⊙
- Infanteriebunker Eichbühl II A 1929 ⊙
- Tankmauer T 1157 ⊙
- GPH Höckersperre T 1157 ⊙